# Hisashi Jogo
Hisashi Jogo (Fukuoka, 16 april 1986) is een Japans voetballer.

## Carrière
Hisashi Jogo tekende in 2005 bij Avispa Fukuoka.